# Секанс хиперболични
Секанс хиперболични је парна, позитивна функција, чији домен припада (-∞,∞), а кодомен (0,1] са максимумом у нули. Функција се дефинише као:
{\displaystyle \operatorname {sech} \;x={\frac {1}{\operatorname {cosh} \;x}}={\frac {2}{e^{x}+e^{-x}}}}